# His Masterpiece (film, 1912)
His Masterpiece est un film muet américain réalisé par Colin Campbell et sorti en 1912.

## Fiche technique
- Réalisation : Colin Campbell
- Scénario : Colin Campbell
- Production : William Nicholas Selig
- Dates de sortie : 
  -  États-Unis : 11 juillet 1912

## Distribution
- William Hutchinson
- Tom Santschi
- George Hernandez
- Frank Clark
- Eugenie Besserer
- Camille Astor
- Bessie Eyton
- Lillian Hayward